# Цементарниця 55
«Цементарниця 55» (мак. «Фудбалски клуб Цементарница 55») — македонський футбольний клуб зі Скоп'є. Заснований 1955 року, домашні матчі проводить на стадіоні «Цементарниця» місткістю 2 000 глядачів.

## Досягнення
- Володар кубка Македонії: 2002–03
- Віце-чемпіон Другої ліги: 2006–07

## Єврокубки
- К = кваліфікаційний раунд
- Р1 = перший раунд / Р2 = другий раунд

| Сезон   | Змагання        | Раунд | Club          | Score        |
| ------- | --------------- | ----- | ------------- | ------------ |
| 1999    | Кубок Інтертото | Р1    | Колхеті-1913  | 4–2, 4–0     |
|         |                 | Р2    | Ростов        | 1–1, 1–2     |
| 2002    | Кубок Інтертото | Р1    | Гапнарфйордур | 1–3, 2–1     |
| 2003/04 | Кубок УЄФА      | К     | ГКС           | 0–0, 1–1 (ч) |
|         |                 | Р1    | Ланс          | 0–1, 0–5     |